# Spiele der kleinen Staaten von Europa 2009
| XIII. Spiele der kleinen Staaten von Europa         | XIII. Spiele der kleinen Staaten von Europa          |
| Logo der Spiele der kleinen Staaten von Europa 2009 | Logo der Spiele der kleinen Staaten von Europa 2009  |
| --------------------------------------------------- | ---------------------------------------------------- |
| Teilnehmende Nationen                               | 8                                                    |
| Teilnehmende Athleten                               | 843                                                  |
| Wettbewerbe                                         | 131 in 12 Sportarten                                 |
| Eröffnung                                           | 1. Juni 2009                                         |
| Schlussfeier                                        | 6. Juni 2009                                         |
| Eröffnet durch                                      | Dimitris Christofias (Präsident der Republik Zypern) |

| Medaillenspiegel | Medaillenspiegel | Medaillenspiegel | Medaillenspiegel | Medaillenspiegel | Medaillenspiegel |
| Platz            | Land             | Gold             | Silber           | Bronze           | Gesamt           |
| ---------------- | ---------------- | ---------------- | ---------------- | ---------------- | ---------------- |
| 1                | Zypern           | 59               | 47               | 33               | 139              |
| 2                | Island           | 32               | 24               | 25               | 81               |
| 3                | Luxemburg        | 26               | 17               | 19               | 62               |
| 4                | Monaco           | 7                | 18               | 17               | 42               |
| 5                | San Marino       | 4                | 9                | 16               | 29               |
| 6                | Malta            | 3                | 5                | 13               | 21               |
| 7                | Liechtenstein    | 2                | 4                | 12               | 18               |
| 8                | Andorra          | 1                | 7                | 9                | 17               |

Die XIII. Spiele der kleinen Staaten von Europa (GSSE, Games of the Small States of Europe) wurden vom 1. bis zum 6. Juni 2009 auf Zypern ausgetragen. Sie wurden von der Athletic Association of Small States of Europe (AASSE) veranstaltet. Zypern war zum zweiten Mal nach 1989 Gastgeber der Spiele.

## Sportarten und Zeitplan
|                       | Datum  | Datum  | Datum  | Datum  | Datum  | Datum  | Datum |
| Sportart              | 01.06. | 02.06. | 03.06. | 04.06. | 05.06. | 06.06. |       |
| --------------------- | ------ | ------ | ------ | ------ | ------ | ------ | ----- |
| (Eröffnungszeremonie) | •      |        |        |        |        |        |       |
| Basketball            |        | •      | •      | •      | •      | •      |       |
| Beachvolleyball       |        | •      | •      | •      | •      |        |       |
| Judo                  |        | •      | •      |        | •      |        |       |
| Kunstturnen           |        | •      | •      |        | •      | •      |       |
| Leichtathletik        |        | •      |        | •      |        | •      |       |
| Mountainbike          |        |        |        | •      |        |        |       |
| Schwimmen             |        | •      | •      | •      | •      |        |       |
| Schießen              |        | •      | •      | •      | •      |        |       |
| Segeln                |        | •      | •      | •      | •      |        |       |
| Tennis                |        | •      | •      | •      | •      | •      |       |
| Tischtennis           |        | •      | •      | •      | •      | •      |       |
| Volleyball            |        | •      | •      | •      | •      | •      |       |
| (Abschlusszeremonie)  |        |        |        |        |        | •      |       |

## Teilnehmende Nationen
- Andorra
- Island
- Liechtenstein
- Luxemburg
- Malta
- Monaco
- San Marino
- Zypern

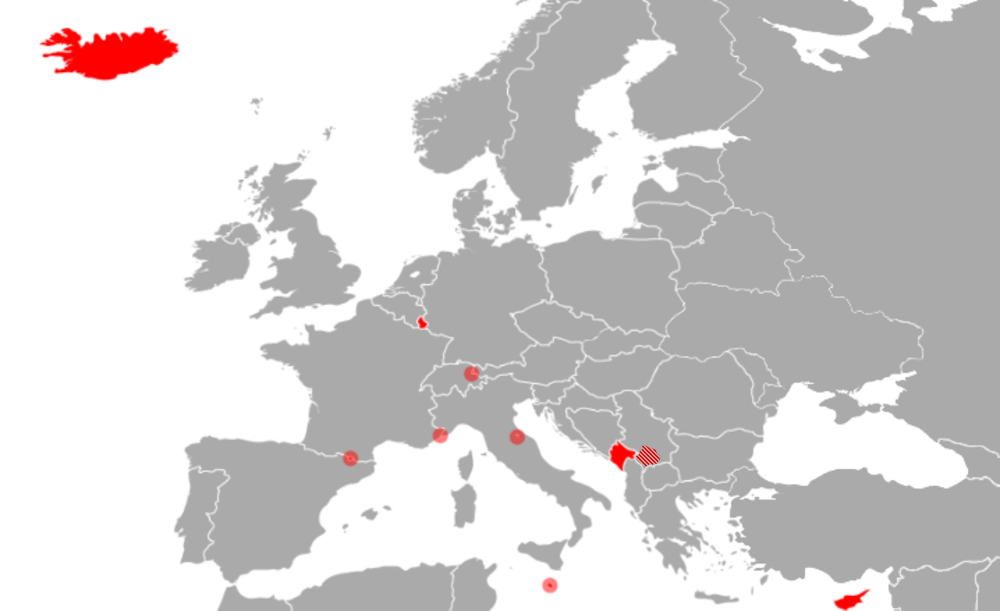
Die teilnahmeberechtigten Staaten

- Montenegro war als einzige teilnahmeberechtigte Nation nicht vertreten.

## Wettkampfstätten
| Sportart        | Wettkampfstätte                   | Ort       |
| --------------- | --------------------------------- | --------- |
| Basketball      | Eleftheria-Halle                  | Nikosia   |
| Beachvolleyball | Segelzentrum                      | Limassol  |
| Judo            | Lefkotheon-Halle                  | Nikosia   |
| Kunstturnen     | Spyros Kyprianou Athletic Center  | Limassol  |
| Leichtathletik  | GSP-Stadion                       | Nikosia   |
| Radsport        | Mountainbike-Kurs                 | Machairas |
| Schießen        | Olympische Schießbahn             | Nikosia   |
| Schwimmen       | Freibad von Limassol              | Limassol  |
| Segeln          | Segelzentrum                      | Limassol  |
| Tennis          | Nationales Tenniszentrum          | Nikosia   |
| Tischtennis     | Evangelos-Florakis-Halle          | Nikosia   |
| Tennis          | Nationales Tenniszentrum          | Nikosia   |
| Volleyball      | Sporthalle der Universität Zypern | Nikosia   |

## Maskottchen und Logo

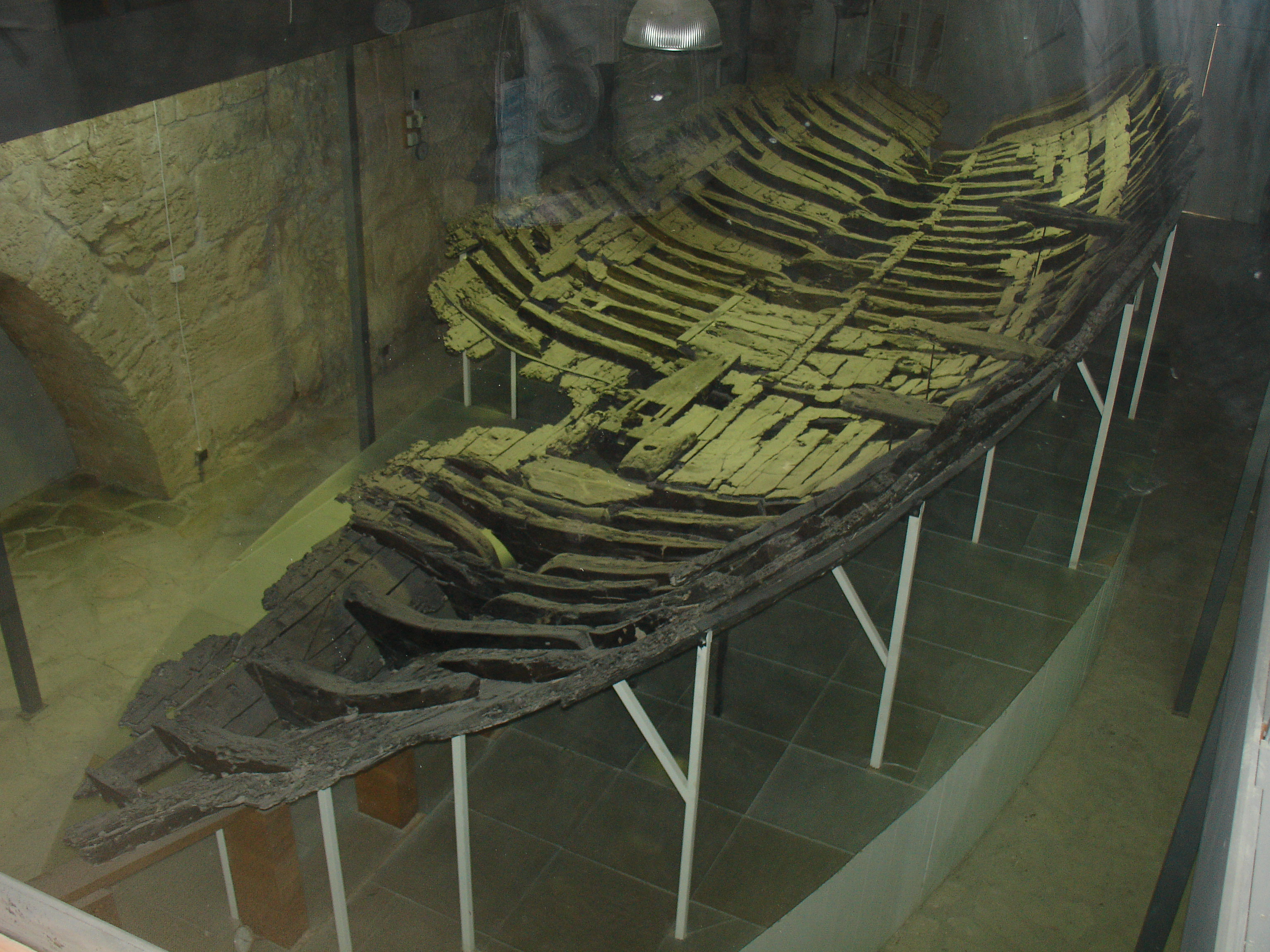
Schiff von Kyrenia

Das offizielle Maskottchen der Veranstaltung ist Tefkros (dt.: Teukros), eine anthropomorphe Taube. Der Name soll an den mythologischen Herrscher Zyperns Teukros erinnern, Sohn von Telamon und Hesione aus Salamis und als exzellenter Bogenschütze berühmt.
Das Logo der Spiele ist eine stilisierte Darstellung des Schiffes von Kyrenia, ein Nationalsymbol Zyperns. Sowohl das Maskottchen als auch das Logo wurden von Pericles Christoforides entworfen und am 14. Mai 2008 der Öffentlichkeit präsentiert.